# عزيزة بناني
عزيزة بناني (1943- )، هي أكاديمية وسياسية مغربية.

## حياتها
ولدت عزيزة بناني في الرباط، ودرست في جامعة محمد الخامس بالرباط. بعد حصولها على شهادة البكالوريوس في اللغة والأدب الإسباني، حصلت على درجة الدكتوراه مع أطروحتها العلمية عن بيدرو أنطونيو دي ألاركون.
كما حصلت على الدكتوراه من جامعة غرب باريس نانتير لا ديفونس مع أطروحة عن كارلوس فوينتس. وكانت رئيسة قسم الدراسات الإسبانية في جامعة محمد الخامس في الفترة من 1974 إلى 1988. في عام 1988 أصبحت عميدة كلية الآداب في جامعة الحسن الثاني في المحمدية.
في عام 1994 عينت بناني كمندوبة سامية للأشخاص المعوقين، وكانت كاتبة الدولة لدى وزير التعليم العالي والبحث العلمي في حكومة عبد اللطيف الفيلالي 1997-1998. وفي عام 1998، عينت سفيرا لدى اليونسكو، وفي عام 2001 انتخبت بالإجماع، منذ الاقتراع الأول، رئيسة للمجلس التنفيذي لليونيسكو.